# Heteromycteris oculus
Heteromycteris oculus är en fiskart som först beskrevs av Alcock, 1889.  Heteromycteris oculus ingår i släktet Heteromycteris och familjen tungefiskar. Inga underarter finns listade i Catalogue of Life.